# Michail Wladislawowitsch Manewitsch
Michail Wladislawowitsch Manewitsch (russisch Михаил Владиславович Маневич; * 18. Februar 1961 in Leningrad, heute Sankt Petersburg, RSFSR, UdSSR; † 18. August 1997 ebenda, Russland) war ein russischer Politiker und Ökonom.

## Leben
Manewitsch studierte Wirtschaftswissenschaften am Leningrader Institut für Wirtschaft und Finanzen (heute Staatliche Universität für Wirtschaft und Finanzen Sankt Petersburg) und schloss dies im Jahr 1983 mit Auszeichnung ab. Im Anschluss war er bis 1990 als wissenschaftlicher Mitarbeiter im Leningrader Ingenieur- und Wirtschaftsinstitut tätig.
1990 zog Manewitsch als Abgeordneter in den Volksdeputiertenkongress der RSFSR. Ab 1992 arbeitete er im Komitee für städtische Immobilienverwaltung von St. Petersburg, wo er 1994 die Vorstandsposition übernahm.
Manewitsch war ein enger Freund und Mitstreiter von Wladimir Putin, dem damaligen Vizegouverneur von St. Petersburg. 1996 machte ihn Anatoli Sobtschak zum Vize-Bürgermeister von St. Petersburg, verlor jedoch selbst noch im selben Jahr die Gouverneurswahlen.
Am 18. August 1997 wurde Manewitsch in seinem Privatauto im Zentrum von St. Petersburg von Unbekannten mit fünf Schüssen aus einem Kalaschnikow-Sturmgewehr ermordet. 26 Jahr später erklärte Russlands Inlandsgeheimdienst FSB, man habe den Auftraggeber des Mordes an Manewitsch identifiziert. Es handele sich um einen gewissen Wladimir Barsukow-Kumarin, den Anführer einer kriminellen Gruppierung aus der Mafia-Szene. Er war bereits 2016 zu 18 Jahren Freiheitsstrafe im Falle eines anderen Mordfalls verurteilt worden.